# Wappingers Falls
Wappingers Falls es una villa ubicada en el condado de Dutchess en el estado estadounidense de Nueva York. En el año 2010 tenía una población de 5522 habitantes y una densidad poblacional de 1668 personas por km².

## Geografía
Wappingers Falls se encuentra ubicada en las coordenadas 41°35′57″N 73°55′5″O / 41.59917, -73.91806. Según la Oficina del Censo, la ciudad tiene un área total de 3,1 km² (1,2 mi²), de la cual 3,1 km² (1,2 mi²) es tierra y 0 km² (0 mi²) (0%) es agua.

## Demografía
Según la Oficina del Censo en 2000 los ingresos medios por hogar en la localidad eran de $39,123, y los ingresos medios por familia eran $50,000. Los hombres tenían unos ingresos medios de $38,147 frente a los $26,607 para las mujeres. La renta per cápita para la localidad era de $20,491. Alrededor del 12.3% de la población estaban por debajo del umbral de pobreza.